# ایستگاه براندنبورگر تور برلین
ایستگاه براندنبورگر تور برلین (آلمانی: Bahnhof Berlin Brandenburger Tor) نام یک ایستگاه قطار در مرکز بخش میته در برلین، آلمان است که نزدیک پاریسر پلاتز و دروازه براندنبورگ قرار دارد و به عنوان بخشی از قطار شهری برلین و متروی برلین خدمات می‌دهد.